# Idiops prescotti
Idiops prescotti är en spindelart som beskrevs av Schenkel 1937. Idiops prescotti ingår i släktet Idiops och familjen Idiopidae.
Artens utbredningsområde är Tanzania. Inga underarter finns listade i Catalogue of Life.